# Дмитриев, Леонид Владимирович
Леонид Владимирович Дмитриев (14.02.1927, Москва — 01.12.2005, там же) — российский учёный, доктор геолого-минералогических наук (1973), профессор (1990), заслуженный деятель науки РФ (2003).

## Биография
Окончил Московский геологоразведочный институт (МГРИ) по специальности «геология и разведка месторождений полезных ископаемых» (1951).
С 1951 г. и до последних дней жизни занимался научной деятельностью в Институте геохимии и аналитической химии им. В. И. Вернадского АН СССР (РАН):
- 1951—1980 — аспирант, младший научный сотрудник, старший научный сотрудник, заведующий сектором.
- 1980 −2005 — заведующий лабораторией геохимии магматичских и метаморфических пород.

В 1955 г. защитил кандидатскую диссертацию на тему «Химизм кристаллизации гранитоидов». В 1962 г. присвоено учёное звание старшего научного сотрудника.
1973 г. — защита докторской диссертации «Петрология и геохимия коренных пород срединно-океанических хребтов». В 1990 г. утверждён в звании профессора.
Впервые обосновал лерцолитовый состав мантии океанов как источника базальтового расплава, показал различия океанических и альпинотипных гипербазитов, рассчитал вариации состава океанических толеитов и показал их распределение на дне океана.
На основе междисциплинарного подхода доказал связь между масштабом мантийного апвеллинга, эволюцией магматизма и формированием структур срединно-океанических хребтов, выявил корреляцию между петрологическими параметрами и геофизическими полями.
Составил петрологические карты Индийского и Атлантического океанов в международных Атласах океана.
Участвовал в международном проекте глубоководного бурения (Deep Sea Drilling Project, DSDP). Лично погружался в глубоководных аппаратах на глубину более 3 км. в Атлантическом океане. Авторский рисунок увиденного:

## Научные труды
Опубликовал более 200 статей, соавтор 3 коллективных монографий и 2 выпусков международного геолого-геофизического Атласа океанов.
Сочинения:
- Дмитриев Л. В. Серпентинизация океанических гипербазитов. В кн. Очерки современной геохимии и аналитической химии. М. Наука. 1972.
- Дмитриев Л. В. Удинцев Г. Б., Шараськин А. Я. Рифтовые зоны и формирование коры океана. М. Наука. 1972.
- Дмитриев Л. В. Удинцев Г. Б., Шараськин А. Я. Сорохтин О. Г. К во-просу о природе основных слоев океанического типа. М. Наука. 1972.

## Награды
- Заслуженный деятель науки РФ (2003);
- Орден «Знак Почёта» (1975);
- Четыре медали.

## Семья
Семья: жена, дочь.